# Bistritsa (Sofia)
Bistritsa (Bulgaars: Бистрица) is een dorp in de buurt van de Bulgaarse hoofdstad Sofia. Het dorp valt onder de administratieve grenzen van het district Pantsjarevo.

## Bevolking
In de eerste volkstelling van 1934 telde het dorp 2.461 inwoners. Dit aantal is in de 21ste eeuw meer dan verdubbeld. Op 31 december 2019 telde het dorp 5.116 inwoners. Bistritsa is anno 2019 het op twee na grootste dorp in Bulgarije: alleen Lozen en Ajdemir zijn groter.
Het dorp bestaat nagenoeg uitsluitend uit etnische Bulgaren (4.548 respondenten in 2011, oftewel 99,3%).
Van de 4.949 inwoners in februari 2011 waren er 684 jonger dan 15 jaar oud (13,8%), gevolgd door 3.367 personen tussen de 15-64 jaar oud (68%) en 898 personen van 65 jaar of ouder (18,1%).